# PRADO
PRADO (englisch Public Register Of Authentic Identity And Travel Documents Online of the Council of the European Union ‚Öffentliches Online-Register echter Identitäts- und Reisedokumente des Rates der Europäischen Union‘) ist eine Website, die in allen 24 offiziellen Sprachen der EU angeboten wird. Sie enthält von Dokumentenexperten in den EU-Mitgliedstaaten, der Schweiz, Großbritannien, Island und Norwegen bereitgestellte, ausgewählte Informationen über Sicherheitsmerkmale echter Identitäts- und Reisedokumente, sowie ein Glossar von Fachbegriffen. Lenkungsausschuss im Rat der Europäischen Union ist die Ratsarbeitsgruppe Grenzen in der Zusammensetzung der Sachverständigen für gefälschte Dokumente.